# افعی‌های مرگبار
افعی‌های مرگبار (نام علمی: Acanthophis) نام یک سرده از تیره کفچه‌ماران است.